# Lothar Michael
Lothar Michael (* 6. März 1968 in Düsseldorf) ist ein deutscher und europäischer Rechtswissenschaftler.

## Leben
Nach dem Studium der Rechtswissenschaften in Bayreuth und München war er von 1993 bis 1997 freier Mitarbeiter einer Anwaltskanzlei in München. 1996 promovierte er bei Peter Häberle mit einer rechtstheoretischen Arbeit zum Thema „Der allgemeine Gleichheitssatz als Methodennorm komparativer Systeme. Methodenrechtliche Analyse und Fortentwicklung der Theorie der „beweglichen Systeme“ (Wilburg)“ und wurde 1997, nach dem 2. Staatsexamen, dessen Assistent.
Er habilitierte sich 2002 mit einer Schrift zum Thema: „Rechtsetzende Gewalt im kooperierenden Verfassungsstaat - Normersetzende und normprägende Absprachen zwischen Staat und Wirtschaft“. Ihm wurde die venia legendi für Öffentliches Recht und Rechtsphilosophie erteilt.
Nach Lehrstuhlvertretungen in Bayreuth und Düsseldorf ist er seit Juli 2003 Universitätsprofessor an der Heinrich-Heine-Universität Düsseldorf.